# Арат Сикионский
Арат из Сикиона (др.-греч. Ἄρατος; 271—213 гг. до н. э.) — государственный деятель эпохи эллинизма. Сын Клиния, погибшего в политической борьбе в родном городе. Воспитанный в изгнании в Аргосе, Арат возвратился в Сикион и при помощи египетского царя Птолемея II Филадельфа освободил родной город от господства тирана Никокла. Восстановив в 253 году до н. э. демократический строй в городе, Арат присоединил Сикион к Ахейскому союзу, который, благодаря его влиянию, приобрёл большую силу и значение. С того времени и до своей смерти Арат был главным руководителем Ахейского союза, во главе которого он находился в качестве стратега с 245 года до н. э. больше 17 раз. В 235 году до н. э. разгромил в битве при Микенах тирана Аргоса Аристиппа II, в которой тиран погиб.
Призванием Антигона Досона в помощь против спартанского царя Клеомена III в 223 году до н. э. Арат передал Ахейский союз фактически во власть македонян, чтобы, таким образом, избавиться от власти спартанцев. Он умер от яда в 213 году до н. э., который ему велел поднести Филипп V Македонский. Арат оставил «Записки», которые послужили источником для Полибия и Плутарха. Полибий считал его лучшим образцом политического деятеля.